# Сервера-де-Буїтраго
Сервера-де-Буїтраго (ісп. Cervera de Buitrago) — муніципалітет в Іспанії, у складі автономної спільноти Мадрид. Населення — 181 особа (2010).
Муніципалітет розташований на відстані близько 60 км на північ від Мадрида.
На території муніципалітету розташовані такі населені пункти: (дані про населення за 2010 рік)
- Сервера-де-Буїтраго: 181 особа
- Лос-Серкадос: 0 осіб

## Демографія
Динаміка населення (INE ):

## Галерея зображень

Розташування муніципалітету у автономній спільноті Мадрид